# Pępniczka jasnopomarańczowa
Pępniczka jasnopomarańczowa (Haasiella venustissima (Fr.) Kotl. & Pouzar ex Chiaffi & Surault) – gatunek grzybów z rodziny wodnichowatych (Hygrophoraceae).

## Systematyka i nazewnictwo
Pozycja w klasyfikacji według Index Fungorum: Haasiella, Hygrophoraceae, Agaricales, Agaricomycetidae, Agaricomycetes, Agaricomycotina, Basidiomycota, Fungi.
Po raz pierwszy opisał go w 1861 r. Elias Fries, nadając mu nazwę Agaricus venustissimus. Później zaliczany był do różnych innych rodzajów. W 1966 r. František Kotlaba i Zdeněk Pouzar przenieśli go do rodzaju Haasiella pod nazwą Haasiella splendidissima. W 2012 r. na podstawie badań DNA uznany został za synonim gatunku Haasiella venustissima utworzonego przez Maxima Maxime Chiaffiego i Jeana-Louisa Suraulta. Polską nazwę nadał mu w 2003 r. Władysław Wojewoda (dla synonimu Haasiella splendidissima).

## Morfologia
Kapelusz
O średnicy do 15 mm, spłaszczony, wypukły lub wypukło-ścięty, bez garbka lub z niewielką brodawką u młodych okazów, lekko higrofaniczny, u młodych okazów z podwiniętym brzegiem, u starszych falistym. Powierzchnia u młodych okazów lekko lepka, żółta, żółtopomarańczowa, czasami z różowawymi tonami, rzadko jednolicie pomarańczowa, u starszych okazów bladożółta lub kremowa, bardziej sucha, gładka do drobno włókienkowatej w części środkowej, gęsto owłosiona do brodatej, chociaż z wiekiem traci wiele z tego owłosienia.
Blaszki
Przyrośnięte lub lekko zbiegające, rzadkie, bardzo grube, o podobnym kolorze jak kapelusz lub jaśniejsze, z lekko różowopomarańczowymi tonami po dojrzeniu.
Trzon
Wysokość do 50 mm, grubość 0do 3 mm, cylindryczny, często kręty lub zakrzywiony, znacznie dłuższy niż średnica kapelusza, pokryty obfitą warstwą białawego do kremowego nalotu lub omszenia, pod którym jest żółtawy. Podstawa jest wyraźna, z obfitym białym filcem grzybni.
Miąższ
Cienki, o kremowej lub żółtawej barwie. Zapach jest bardzo intensywny i przyjemny, aromatyczny, owocowy, przypominający dojrzałą gruszkę zmieszaną z cynamonem; zapach ten jest intensywniejszy, jeśli wykonamy przekrój podłużny owocnika.
Wysyp zarodników
Łososioworóżowy.
Cechy mikroskopowe
Zarodniki szerokoelipsoidalne do prawie kulistych, rzadko nieznacznie węższe, 5,1–6,9 × 4–5,1 μm, gładkie, jasnoróżowe lub różowopomarańczowe pod mikroskopem, w odczynniku Melzera nieamyloidalne, w błękicie mlekowym cyjanofilowe. Brak cystyd, chociaż
obserwowano kilka sterylnych bazydioli. Strzępki z żółtym pigmentem wakuolarnym. Skórka lekko zżelowana z cylindrycznymi strzępkami o średnicy 4–11,8 µm,zakończonymi gęstymi skupiskami włosków.

## Badania genetyczne
H. venustissima charakteryzuje się posiadaniem jedno i dwuzarodnikowych podstawek oraz brakiem sprzążek. Według badań kariologicznych Lamoure’a (1980), Kosta (1986) oraz Chiaffiego i Suraulta (1996), zarodniki, młode podstawki i strzępki w subhymenium są jednojądrowe, co wskazuje na apomiktyczny tryb życia. Taki cykl życiowy nie jest rzadkością u pieczarkowców (Agaricales). H. splendidissima różni się posiadaniem czterozarodnikowych podstawek i sprzążek oraz tym, że jest rzekomo heterotaliczna. Pierwotnie została opisana ze Słowacji (Kotlaba i Pouzar 1966), a następnie zebrana ponownie tylko pięć razy: z Hiszpanii, Francji, Republiki Mołdawii, Austrii i Szwajcarii. Analiza DNA wykazała, że wszystkie sekwencje tych gatunków są prawie identyczne. Pięć sekwencji ITS wykazało wartość procentową identyczności par wynoszącą 99,3. Zgodnie z tą wartością i przyjmując wewnątrzgatunkową zmienność ITS mniejszą niż 3% H. splendidissima jest jedynie czterozarodnikowym szczepem  H. venustissima z heterotalicznym cyklem życiowym.

## Występowanie
Podano jego występowanie w Ameryce Północnej i Europie. W Polsce w 2003 r. W. Wojewoda przytoczył trzy stanowiska (w parkach w Sandomierzu, Bolestraszycach 1994, Miedzyrzecu Podlaskim 1994), w późniejszym okresie podano jeszcze dwa inne. Według W. Wojewody rozprzestrzenienie tego gatunku i stopień jego zagrożenia w Polsce nie są znane.
Naziemny grzyb saprotroficzny. Występuje wśród opadłych liści i gałązek.